# Pont du Vincin
Le pont du Vincin est un pont routier situé à la limite des communes de Vannes et Arradon, dans le département du Morbihan. Il traverse le Vincin, un petit cours d'eau côtier qui se jette dans le golfe du Morbihan à quelques centaines de mètres en aval.

## Description
Le pont est construit en pierres de taille (granite) et moellons. Il comprend une seule arche en plein cintre. Il est emprunté par la RD 101, appelée boulevard des Îles à Vannes et route de la Côte du Vincin à Arradon.

## Histoire
Le site du pont du Vincin possédait déjà une importance stratégique sous l'Antiquité : la voie romaine menant de Vannes à Locmariaquer y passait. Sous l'Ancien Régime, le pont était connu sous le nom de pont de Campen, du nom du hameau le plus proche. Il possédait alors une grande importance, car il permettait le passage de la route d'Auray. Le pont actuel, construit au milieu du XIXe siècle, a été élargi au milieu du siècle suivant. On lui a ensuite ajouté une passerelle suspendue en bois pour le passage des piétons. Il constitue aujourd'hui la seule entrée routière du sud-ouest de Vannes.